# Венцлавиці-Старі
Венцлавіце-Старі (пол. Więcławice Stare) — село в Польщі, у гміні Міхаловіце Краківського повіту Малопольського воєводства.
Населення — 291 особа (2011).
У 1975-1998 роках село належало до Краківського воєводства.

## Демографія
Демографічна структура станом на 31 березня 2011 року:
|          | Загалом | Допрацездатний вік | Працездатний вік | Постпрацездатний вік |
| -------- | ------- | ------------------ | ---------------- | -------------------- |
| Чоловіки | 155     | 45                 | 97               | 13                   |
| Жінки    | 136     | 23                 | 86               | 27                   |
| Разом    | 291     | 68                 | 183              | 40                   |